# サモトラケのニケ
『サモトラケのニケ』（フランス語: Victoire de Samothrace, 英語: Winged Victory, ギリシア語: Νίκη της Σαμοθράκης）は、
ヘレニズム期の大理石彫刻。翼のはえた勝利の女神ニケ（ニーケー）が空から船のへさきへと降り立った様子を表現した彫像である。1863年に（エーゲ海の）サモトラケ島（現在のサモトラキ島）で発見された。頭部と両腕は失われている。フランスのルーブル美術館が所蔵している。

## 概要
動的な姿態と、巧みな「ひだ」の表現で知られており、ギリシャ彫刻の傑作とされる。
大理石製で、高さは244cmである。
最初の発見は1863年で、フランス領事シャルル・シャンポワゾによって、胴体部分と総数1118点の片翼の断片が発見され復元された。像は1884年にルーヴル美術館の『ダリュの階段踊り場』に展示され、現在に至る。
1950年に右手が発見され、ルーヴル美術館に保管されている。その手は大きく広げられている。
紀元前190年頃の制作とも推定され、ロードス島の人々が、シリアのアンティオコス3世との戦いで勝利できたので、ニケに感謝して、サモスラキ島のカベイロス神域の近くに立てた像と（も）推定されているがそのいわれや制作年に関しては諸説ある。→#年代と作者の推測

## ギャラリー

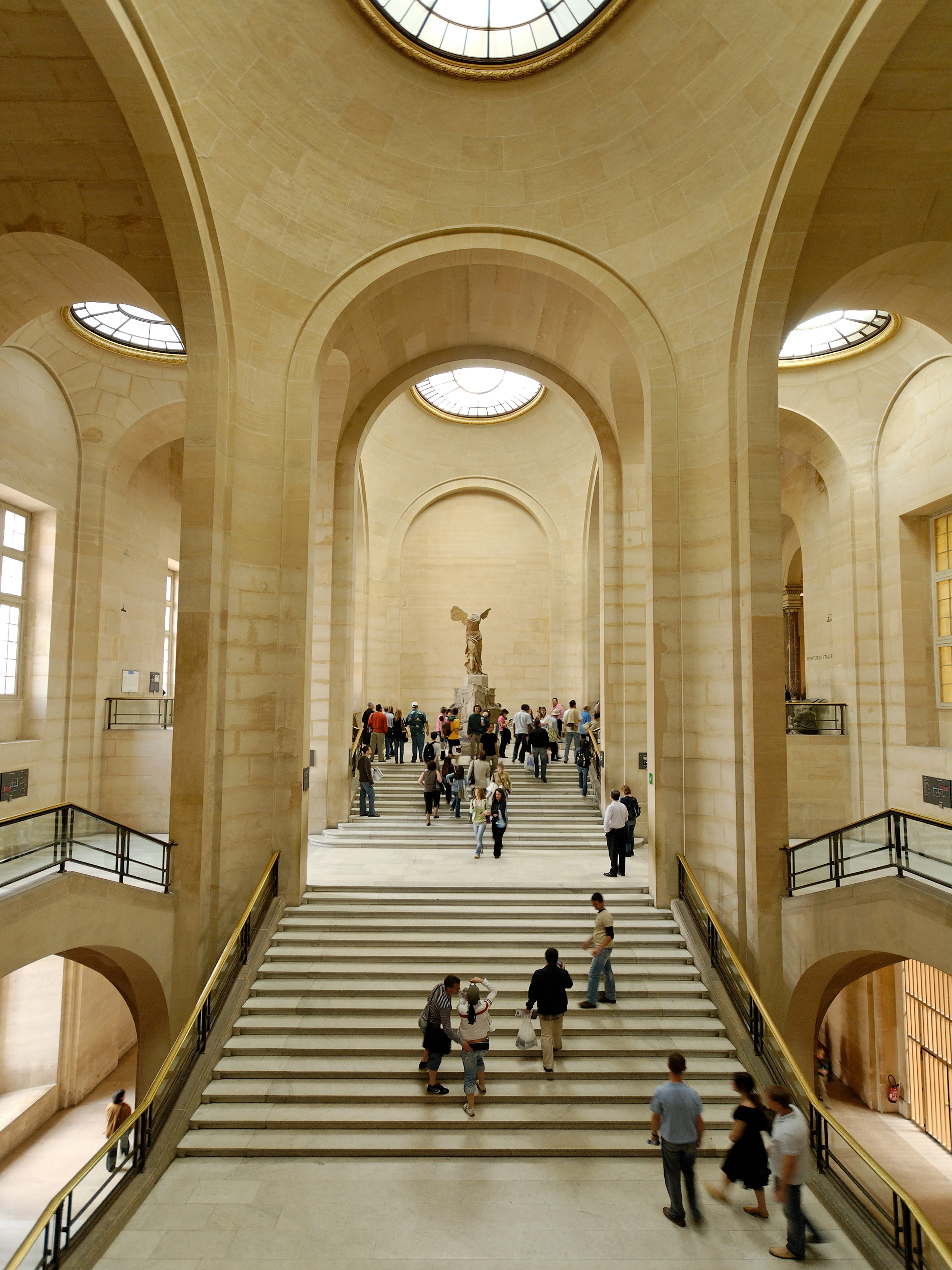
「ダリュの階段踊り場」
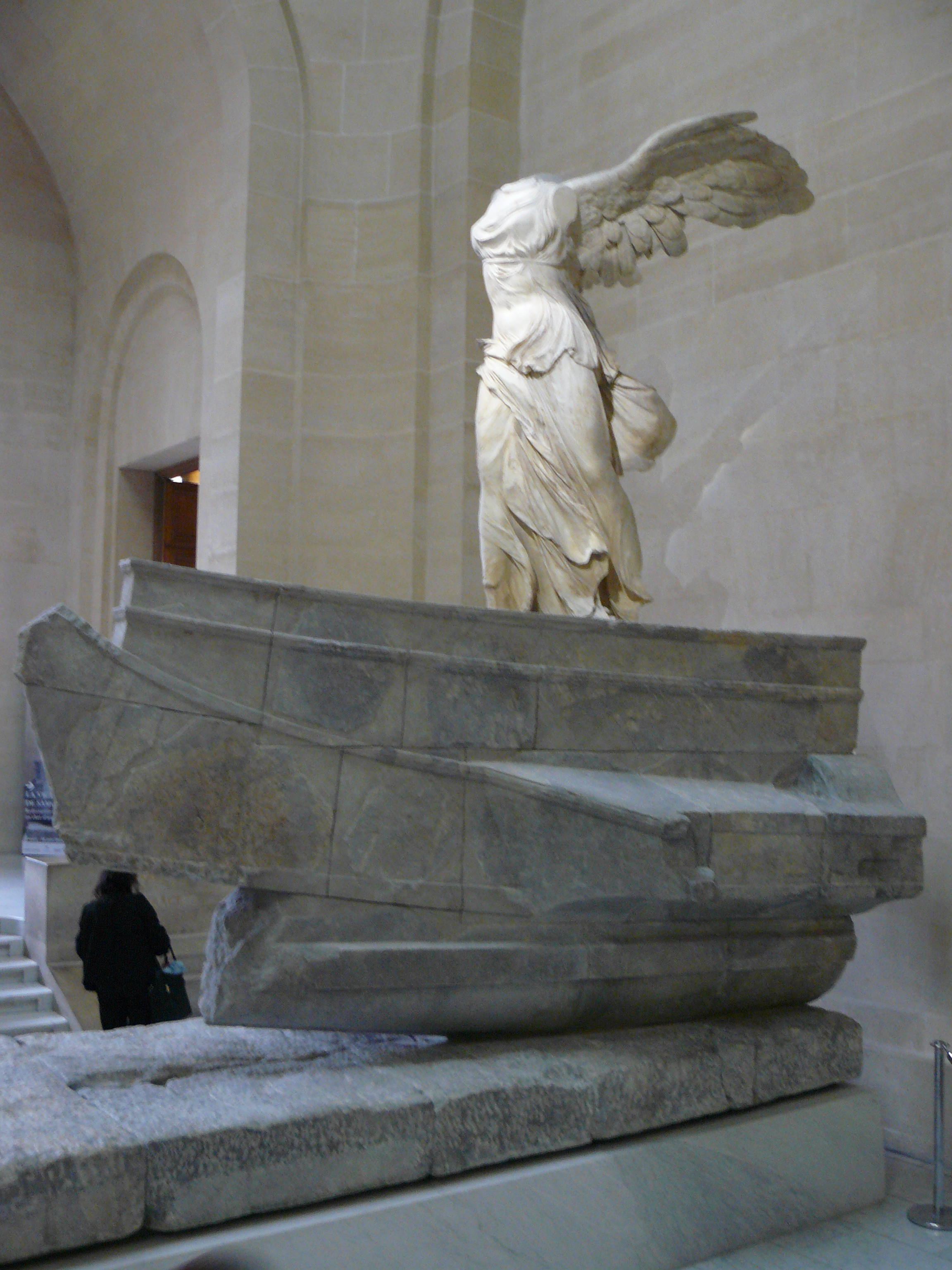
最新の修復の後
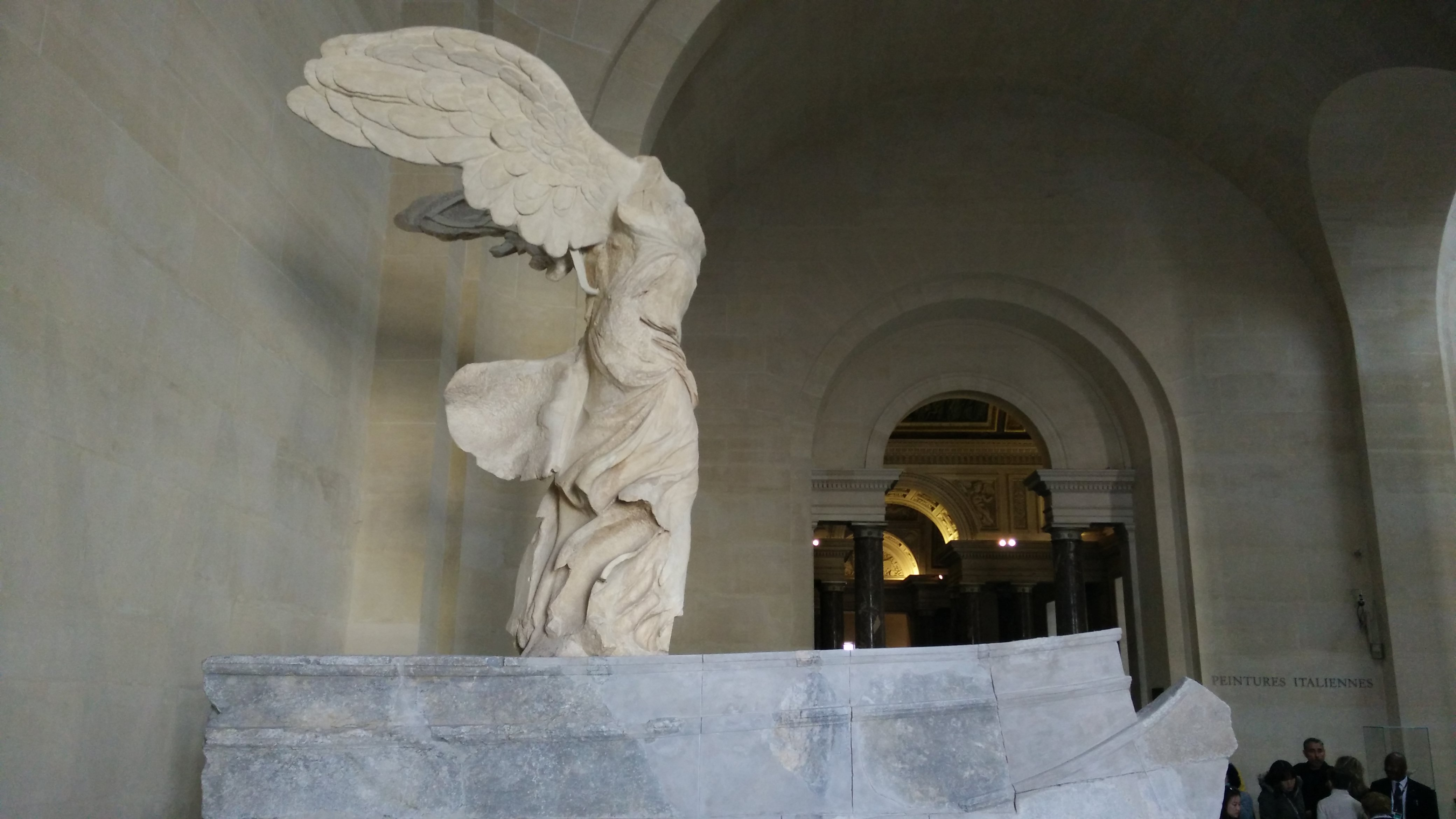
側面から
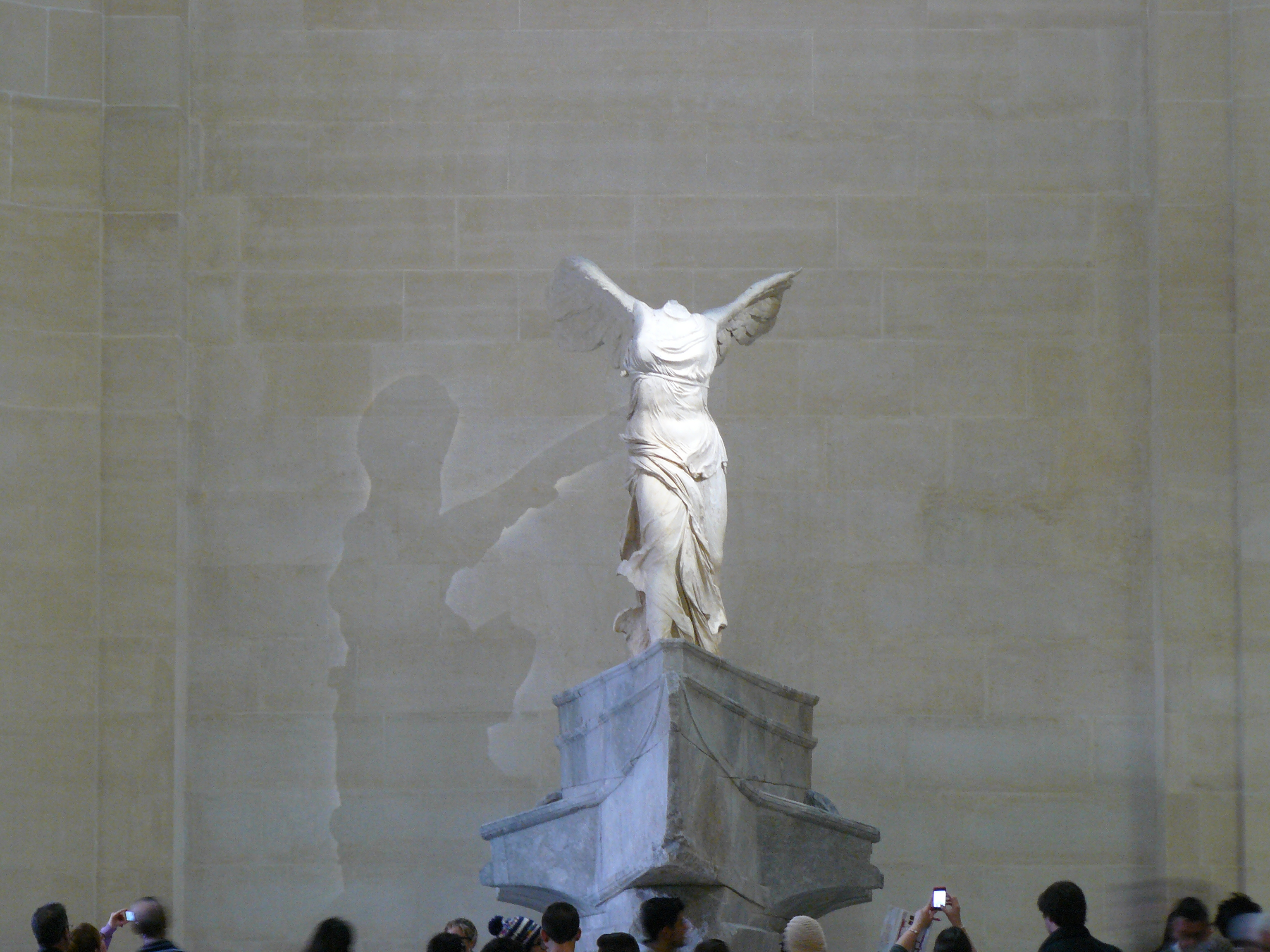
台座の上の像

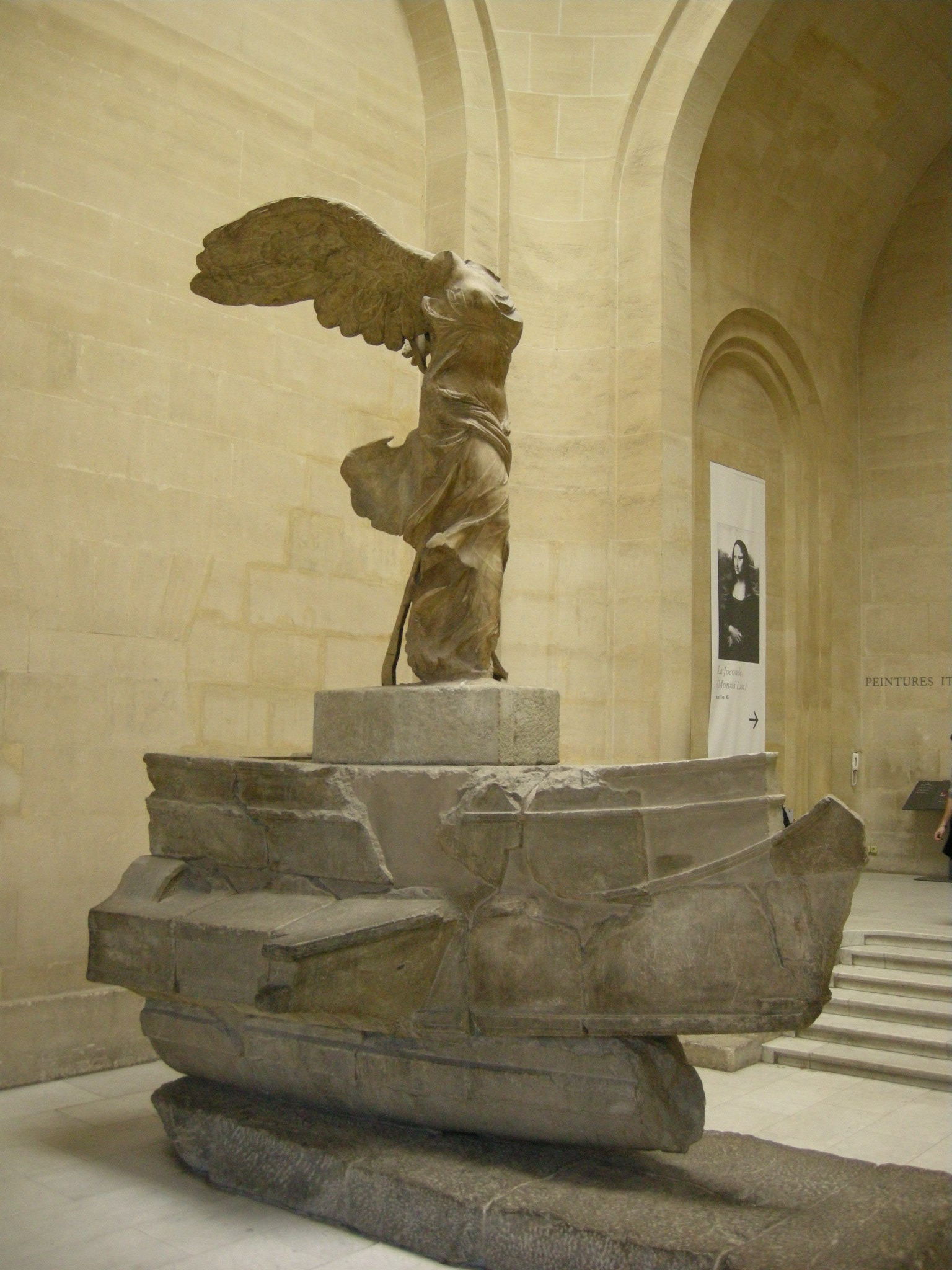
修復前の像。大理石の塊の上に立っている。
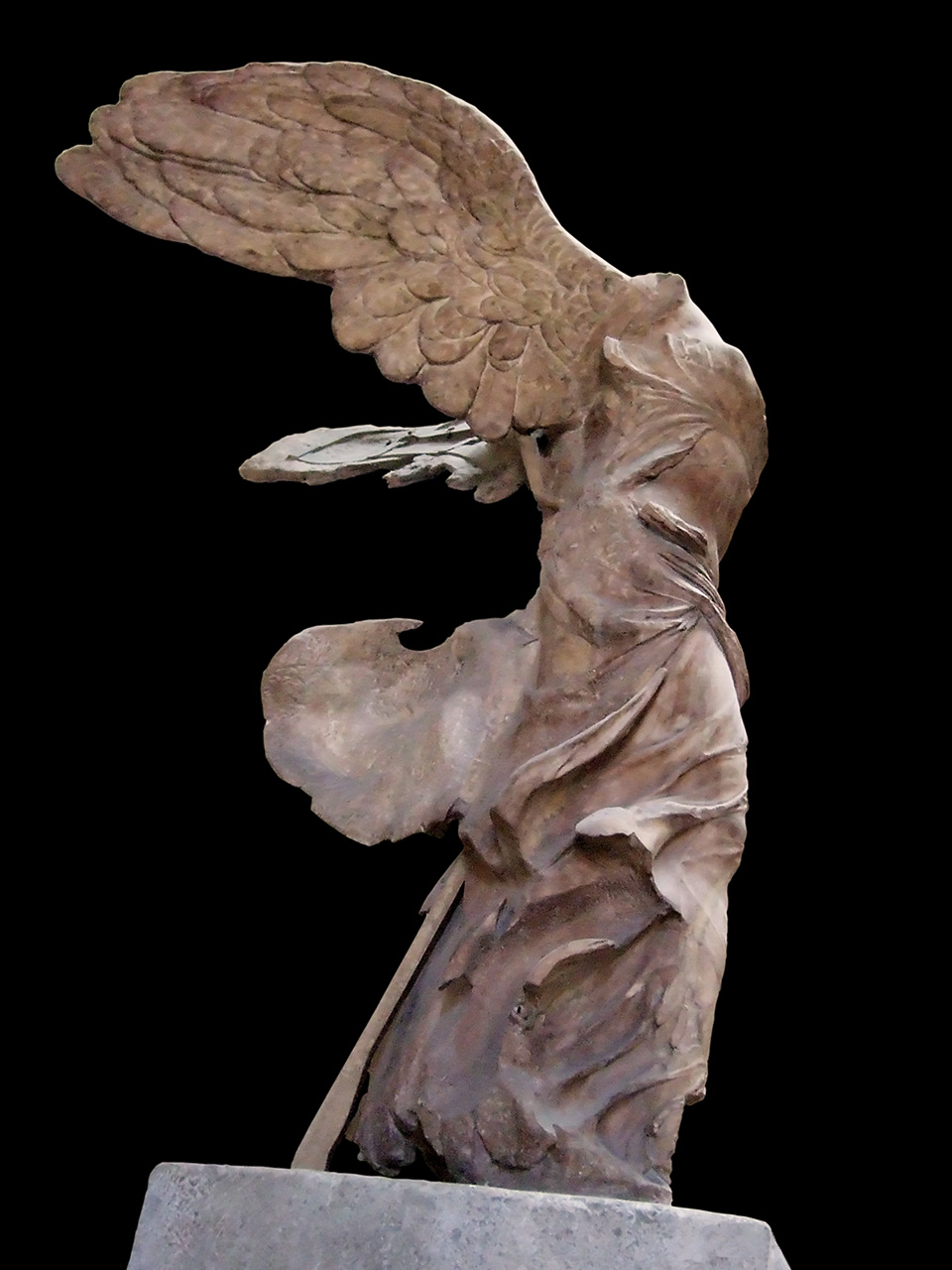
修復前
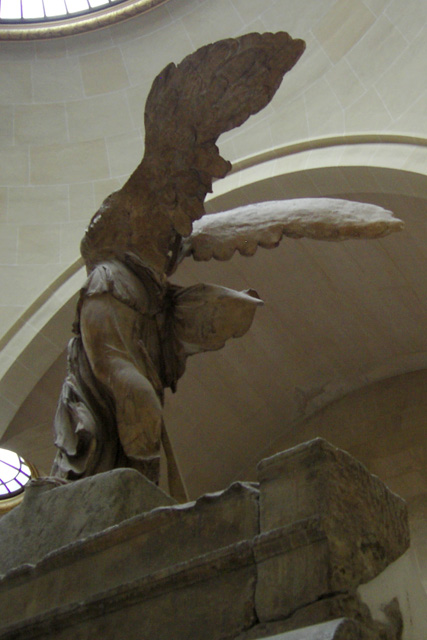
修復前。背面から

## 年代と作者の推測
この彫像について記述した古文書は発見されていないため、様式および傍証から年代を推定することしかできない。まず、デメトリオス1世ポリオルケテスの貨幣が、この像を表しているのではないかと考えられ、デメトリオス1世が海戦の勝利を祝って建造したと推測する説があった。この説によれば、彫像は紀元前4世紀終わりから紀元前3世紀初頭の作ということになり、サモトラケ島で活動していたスコパスの弟子などが該当する可能性がある。しかしながら、サモトラケ島は当時デメトリオスと敵対関係にあったリシマクス（リュシマコス）の支配下にあり、ここにデメトリオスが像を建立したとは考えにくい。
次に、ロードス島のリンドスで発見された船を象った浮き彫りの形態と台座の大理石の由来から、彫像がロードス島のものであり、コス島、シデ、あるいはミヨニソスでの勝利を祝したものと考える説がある。年代はそれぞれ紀元前261年頃、紀元前190年、おなじく紀元前190年である。
この時期は大プリニウスにも言及されている チモカリスの息子ピトクリトスが彫刻家として活動していた時期に符合する。ピトクリトスはリンドスのアクロポリスの彫像を手がけたことでも知られている。そしてシャンポワゾは1892年、彫像の直近からロードス島ラルトス産の大理石の断片を発見したが、これには「…Σ ΡΟΔΙΟΣ / …S RHODIOS」という表記があり、「ロードスのピトクリトス」に符合する可能性を示すものとして注目された。しかしながら、この断片とニケの彫像が置かれていたエクセドラ（半円状に突出した建築部位）の関係は明らかではなく、とりわけ、この断片の小さな凹部はそれが小像の台座であることを物語っている。
他に、この彫像がアンティゴノス2世ゴナタスの奉納物であるとする説がある。すなわち紀元前250年代のコス島でのプトレマイオス2世に対する勝利の記念物である。アンティゴノス2世はデロス島に彫像を建立していることから、アンティゴノス朝が伝統的に守ってきた聖域であるサモトラケ島にも同様なことを行っていたと考えることは可能である。
他の検討の可能性として、ニケの彫像をペルガモンの大祭壇のフリーズに彫られた人物像と比較する研究者もいた。

## レプリカ
世界中に、ほとんど無数ともいえるほどのレプリカやコピーや模倣品がある。

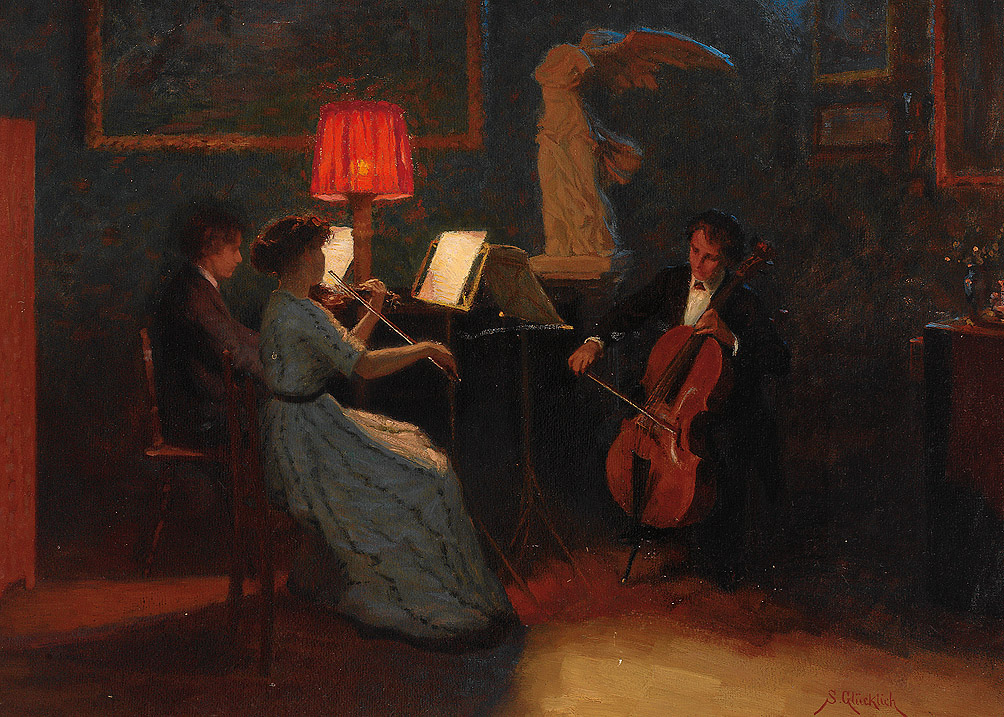
ジモン・グリュックリッヒの『Nocturne』という絵画に描かれているサモトラケのニケのレプリカ
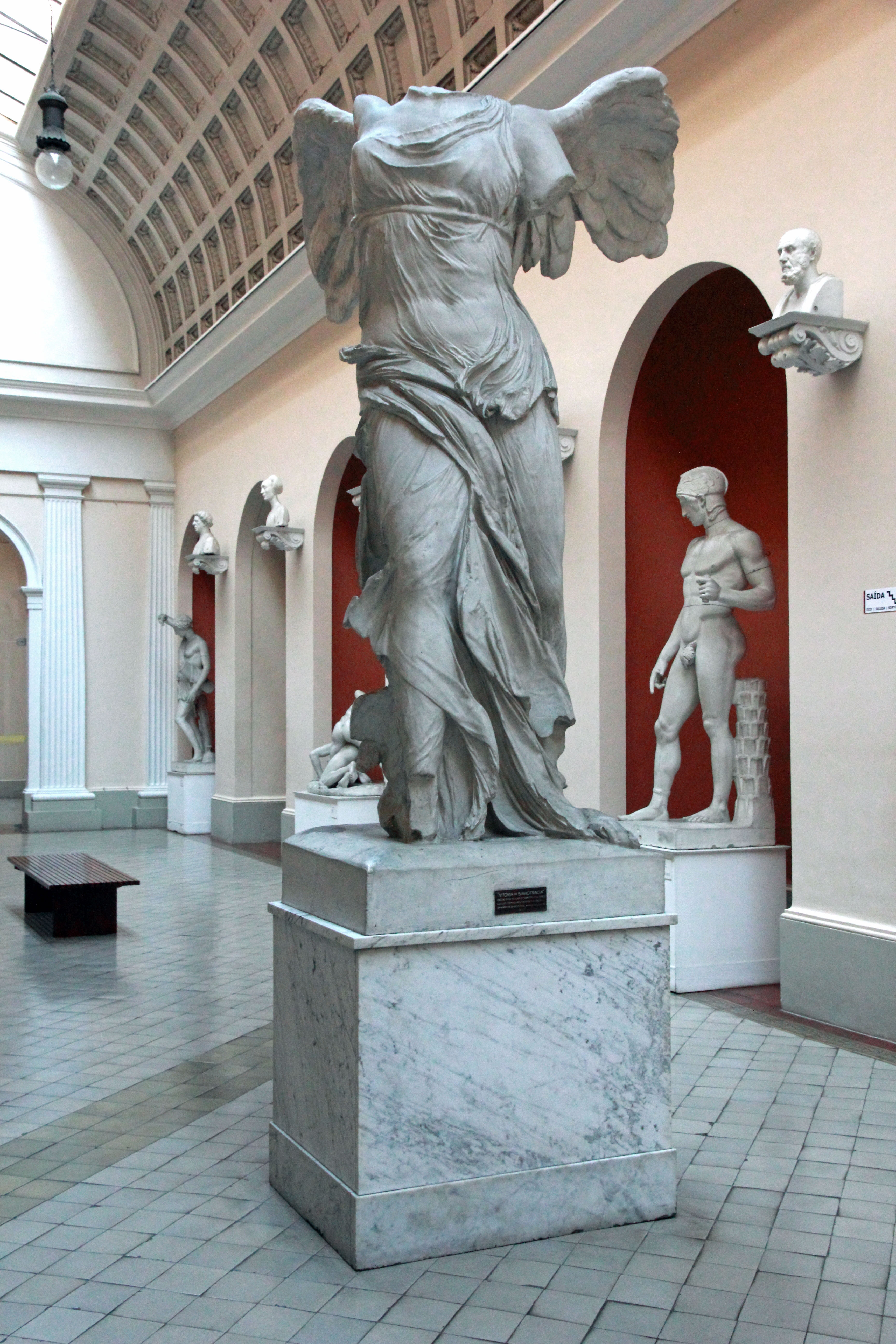
リオデジャネイロのMuseu Nacional de Belas Artesにあるレプリカ
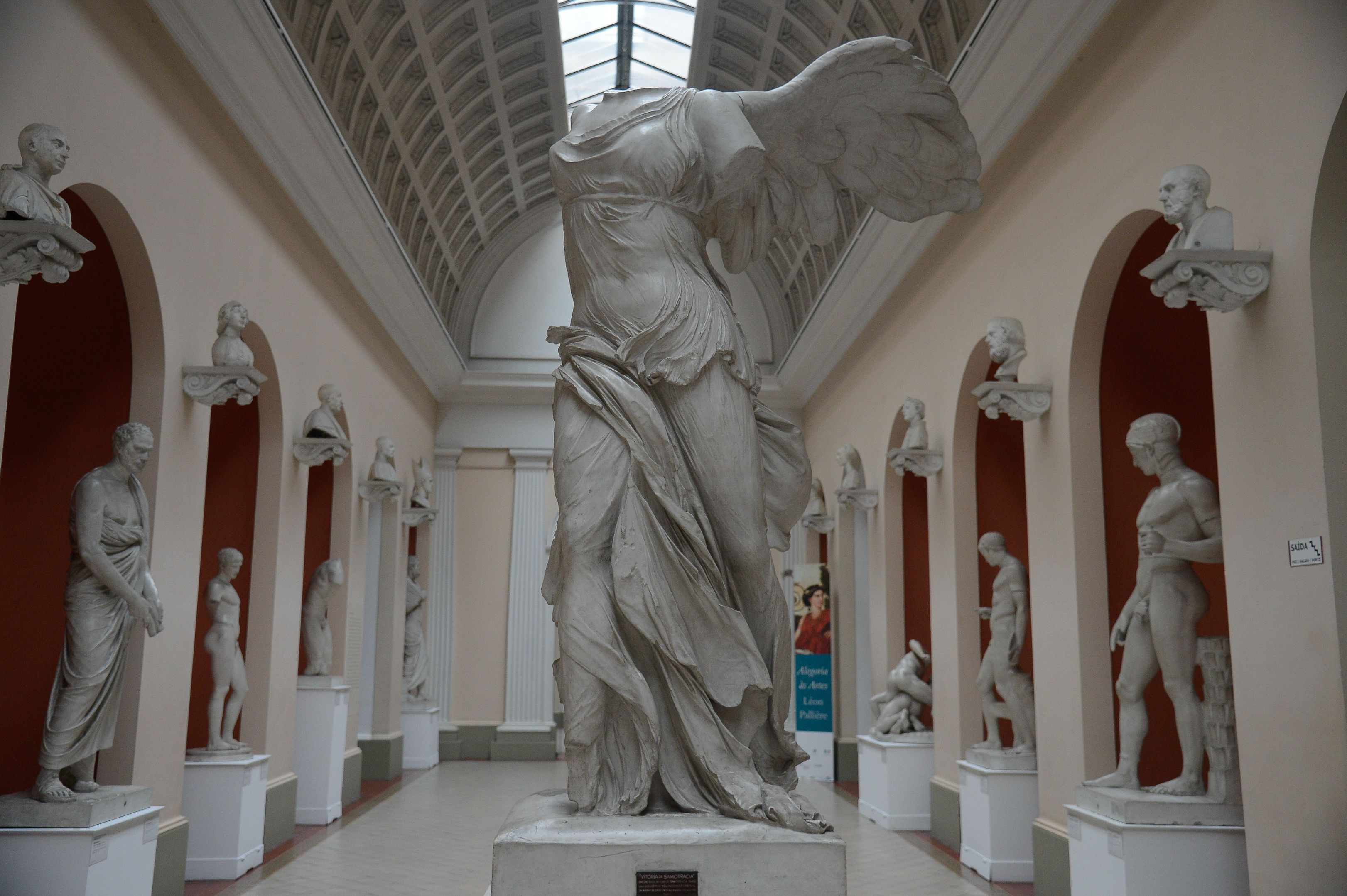
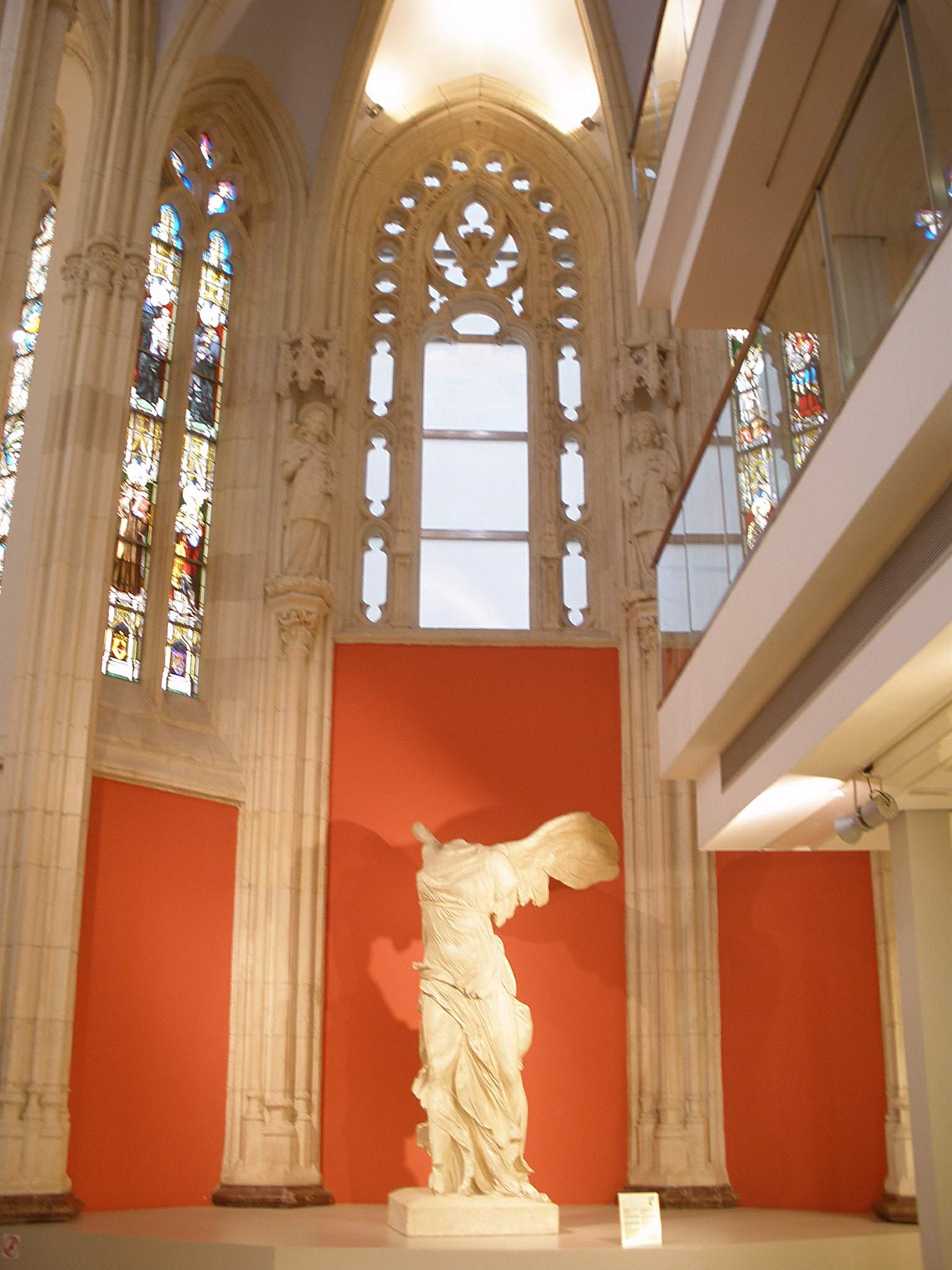
es:Museo de Reproducciones de Bilbao
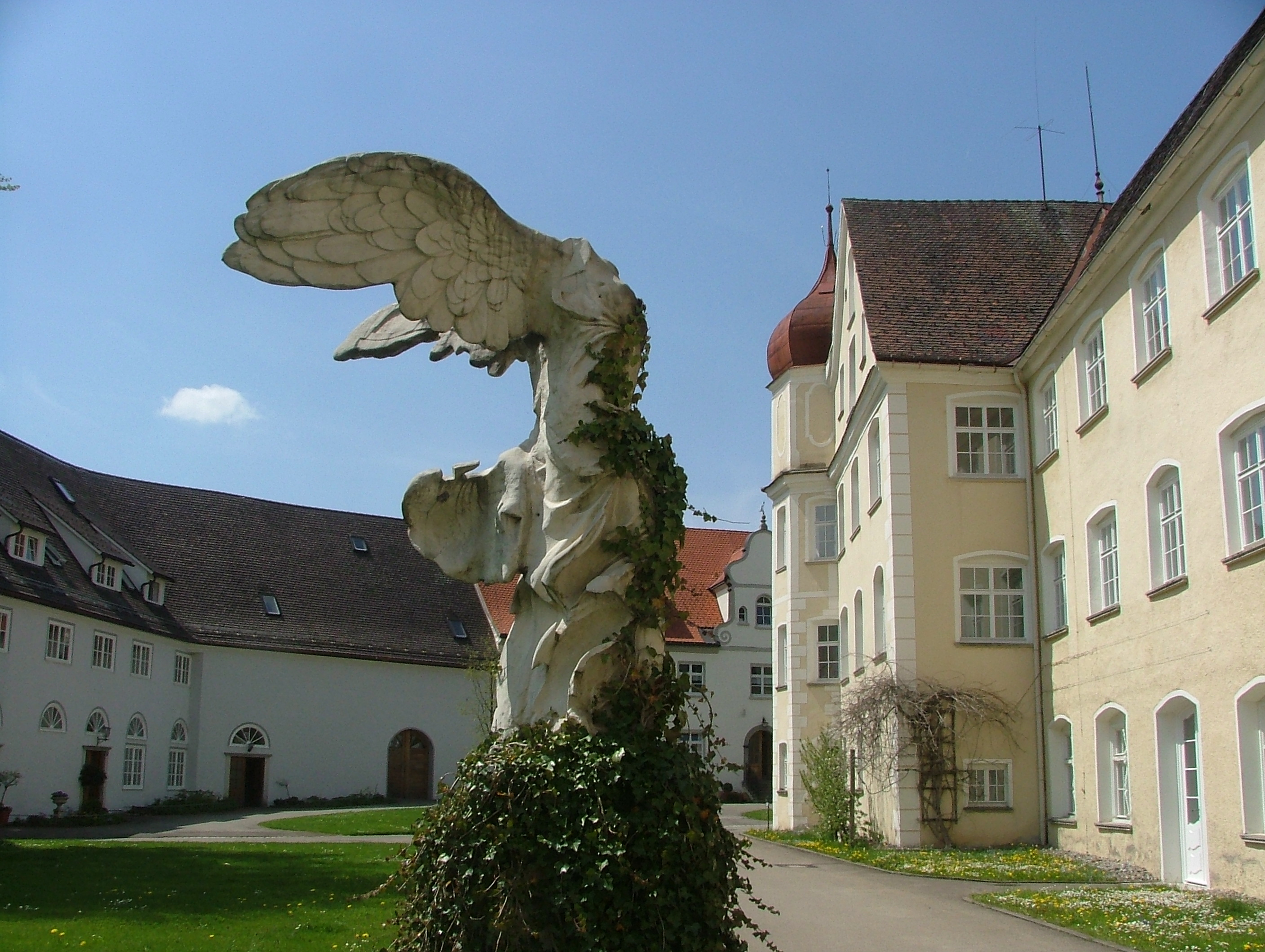
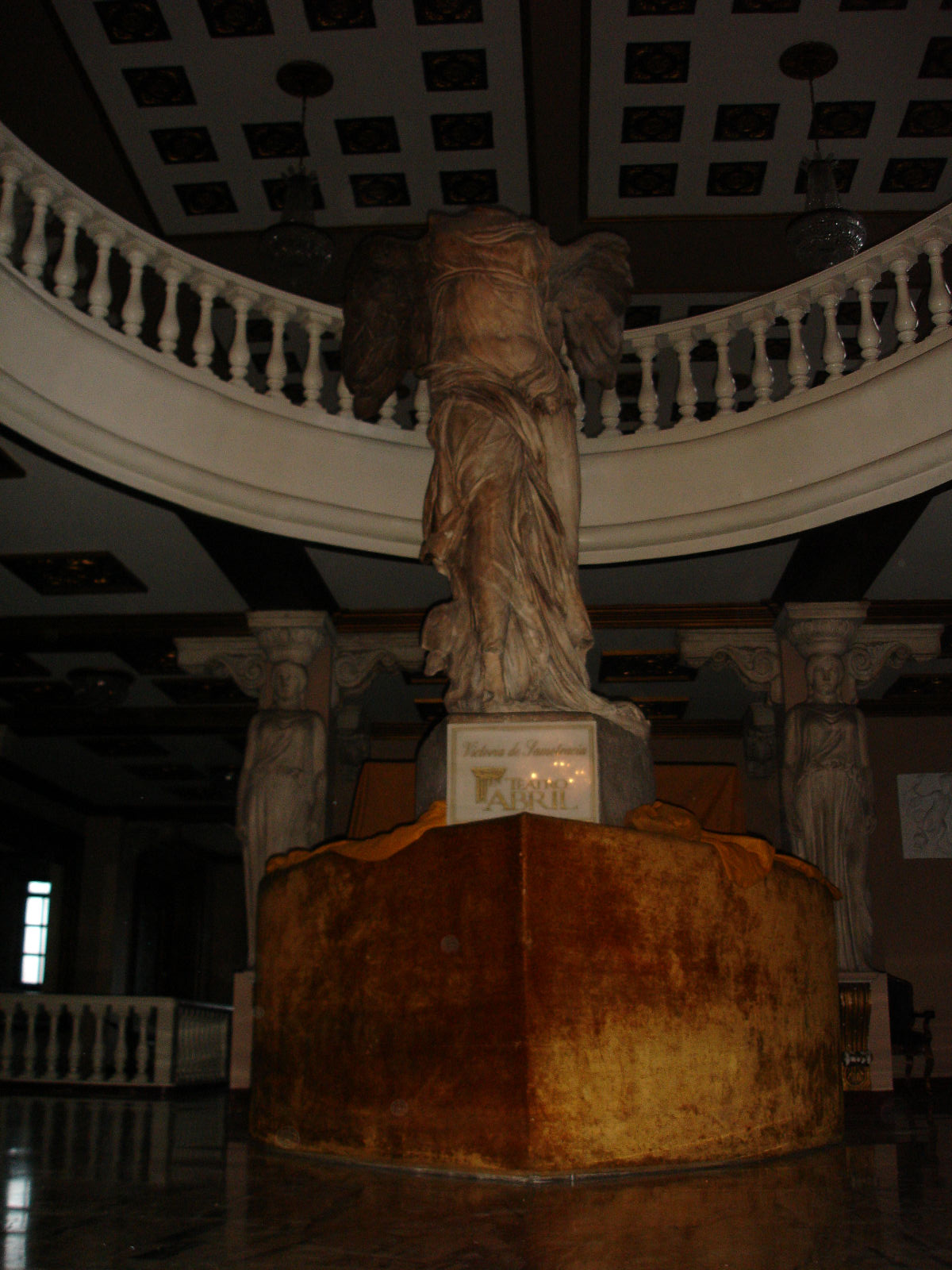
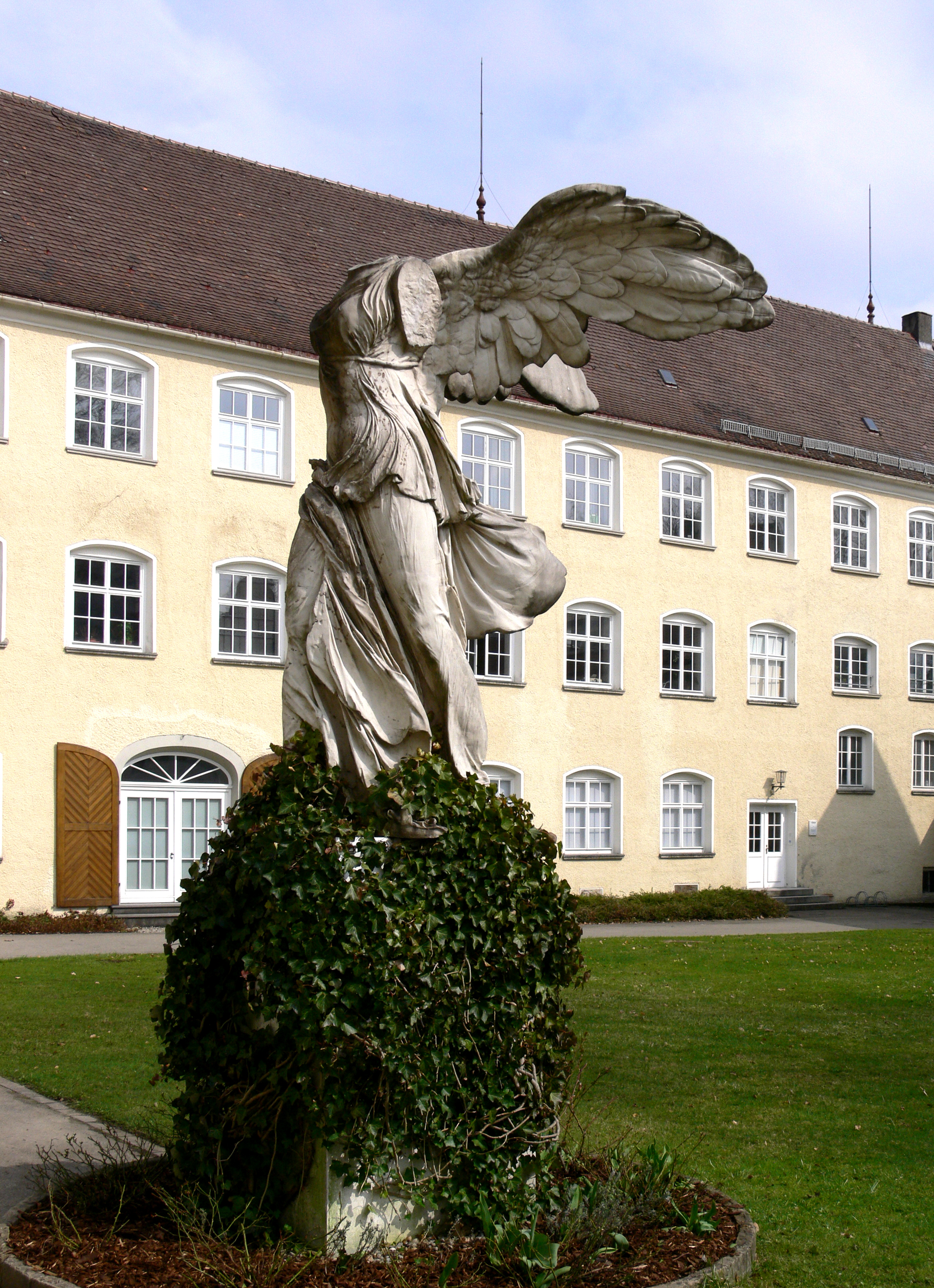
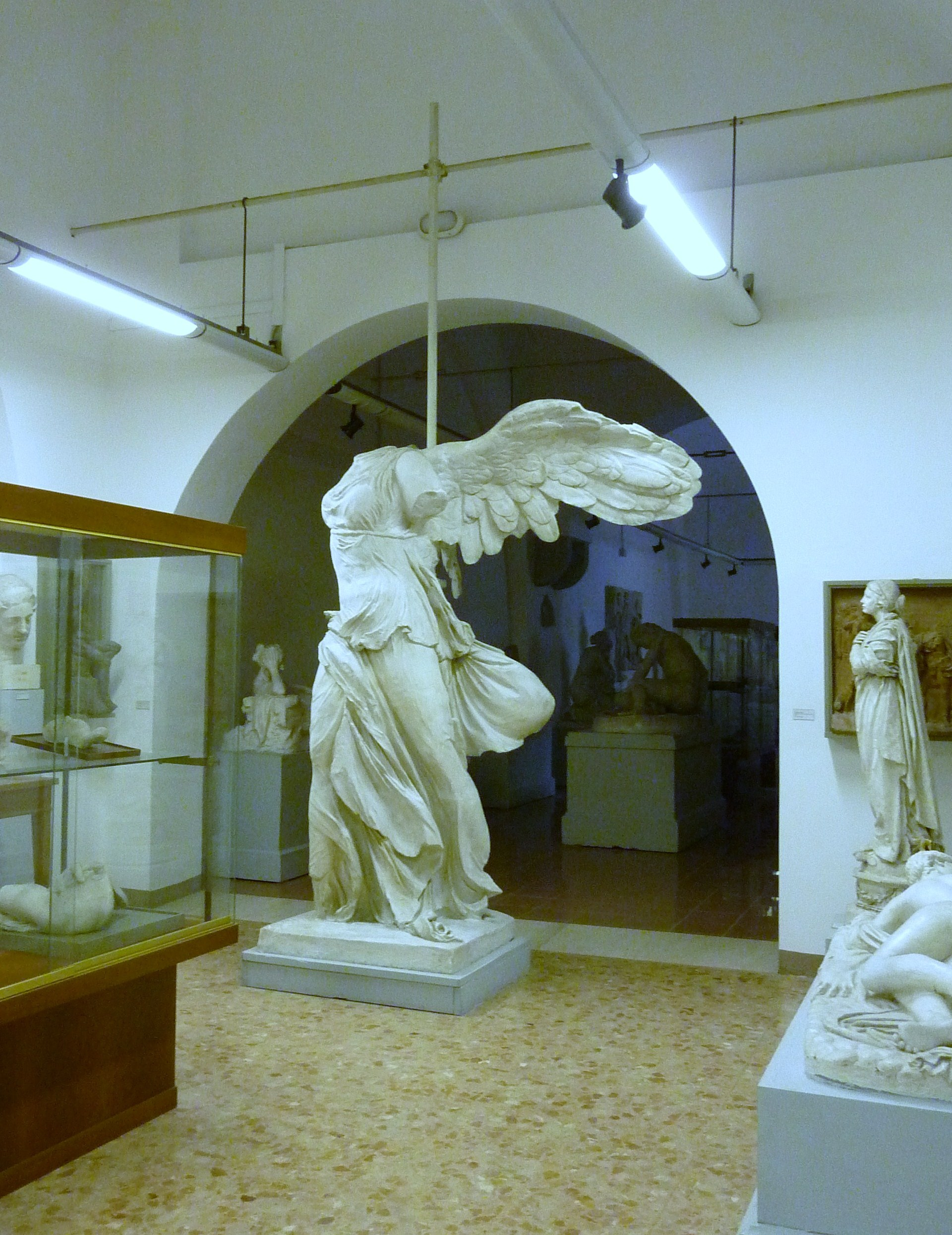
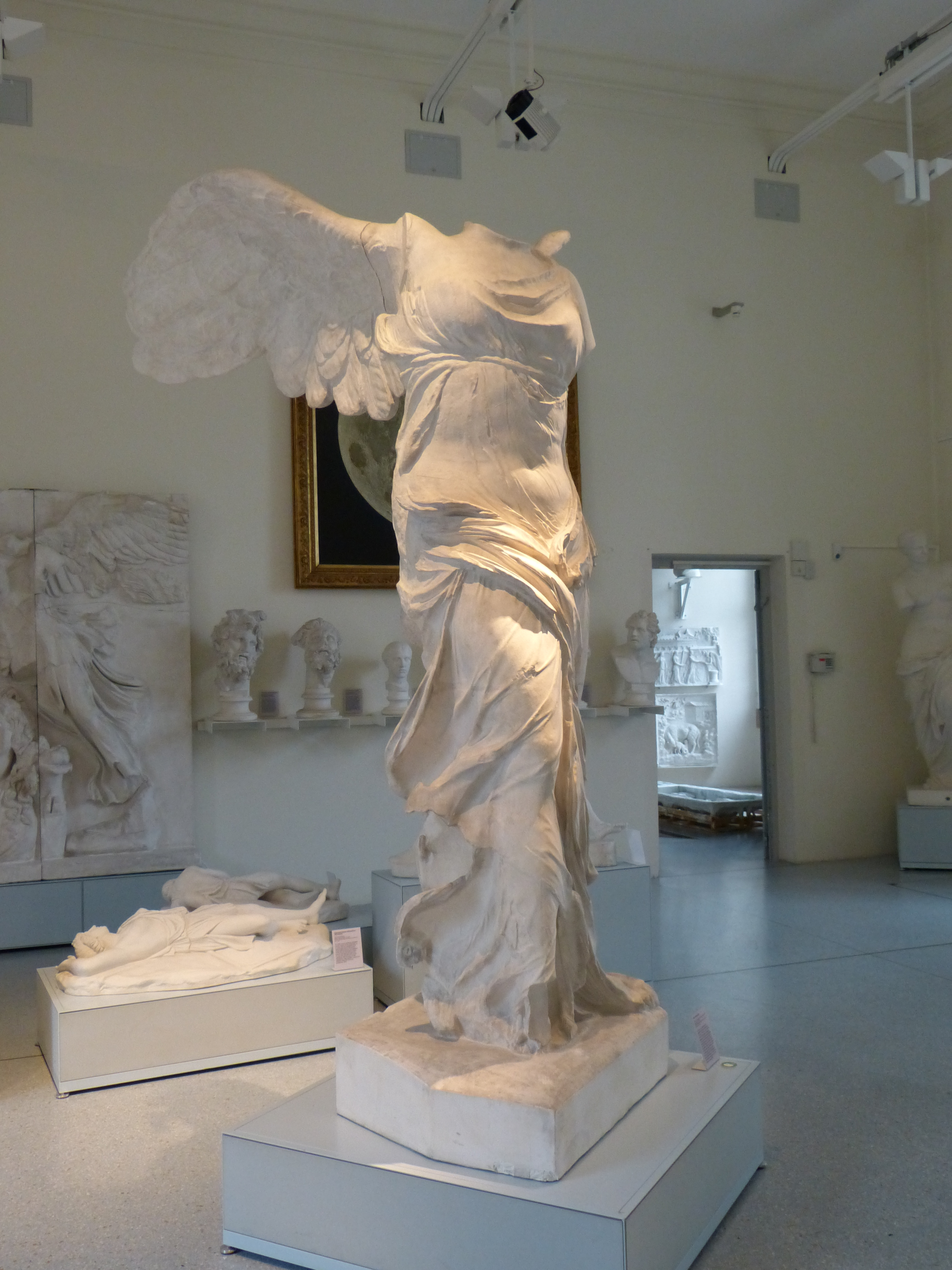
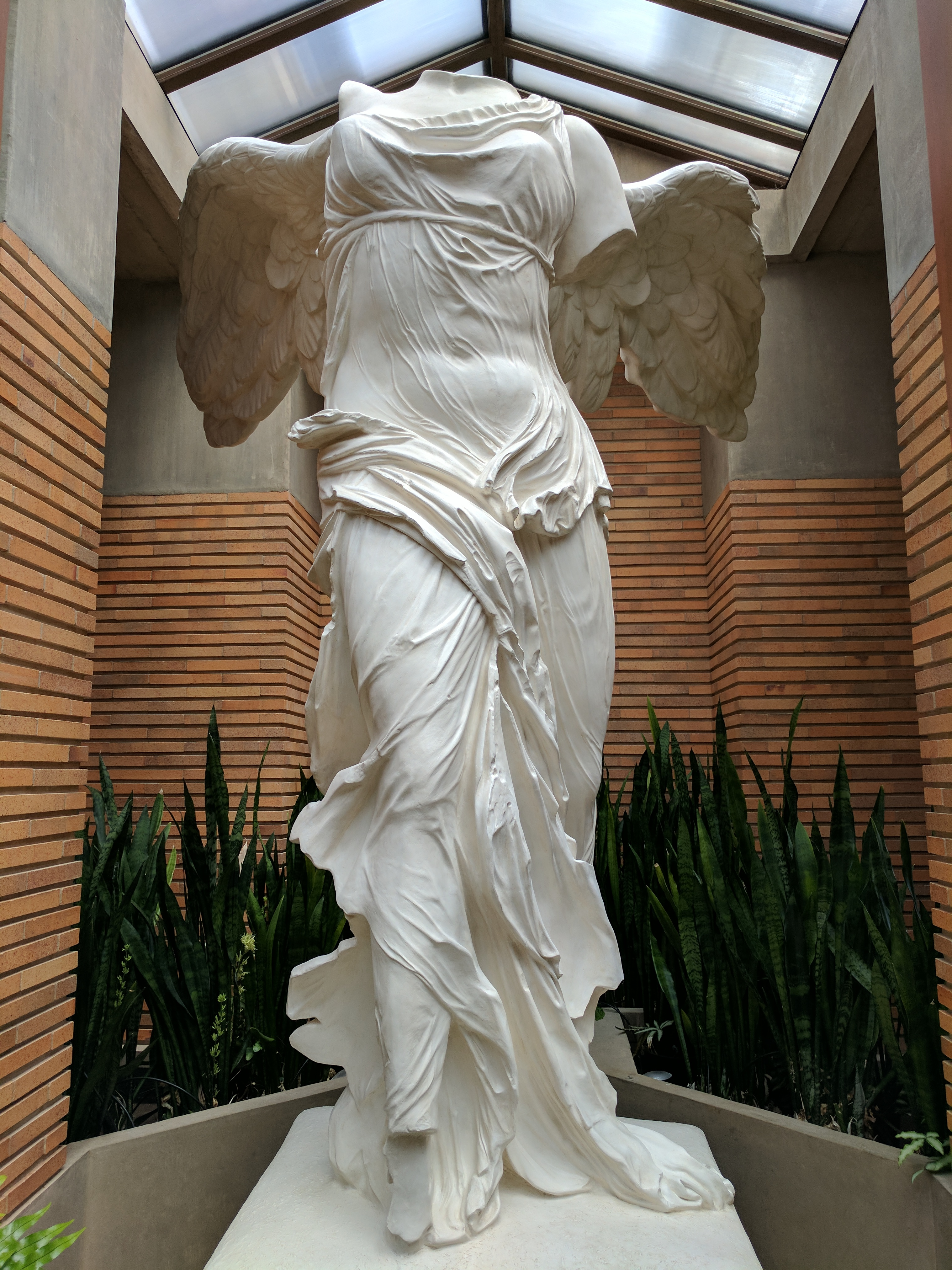
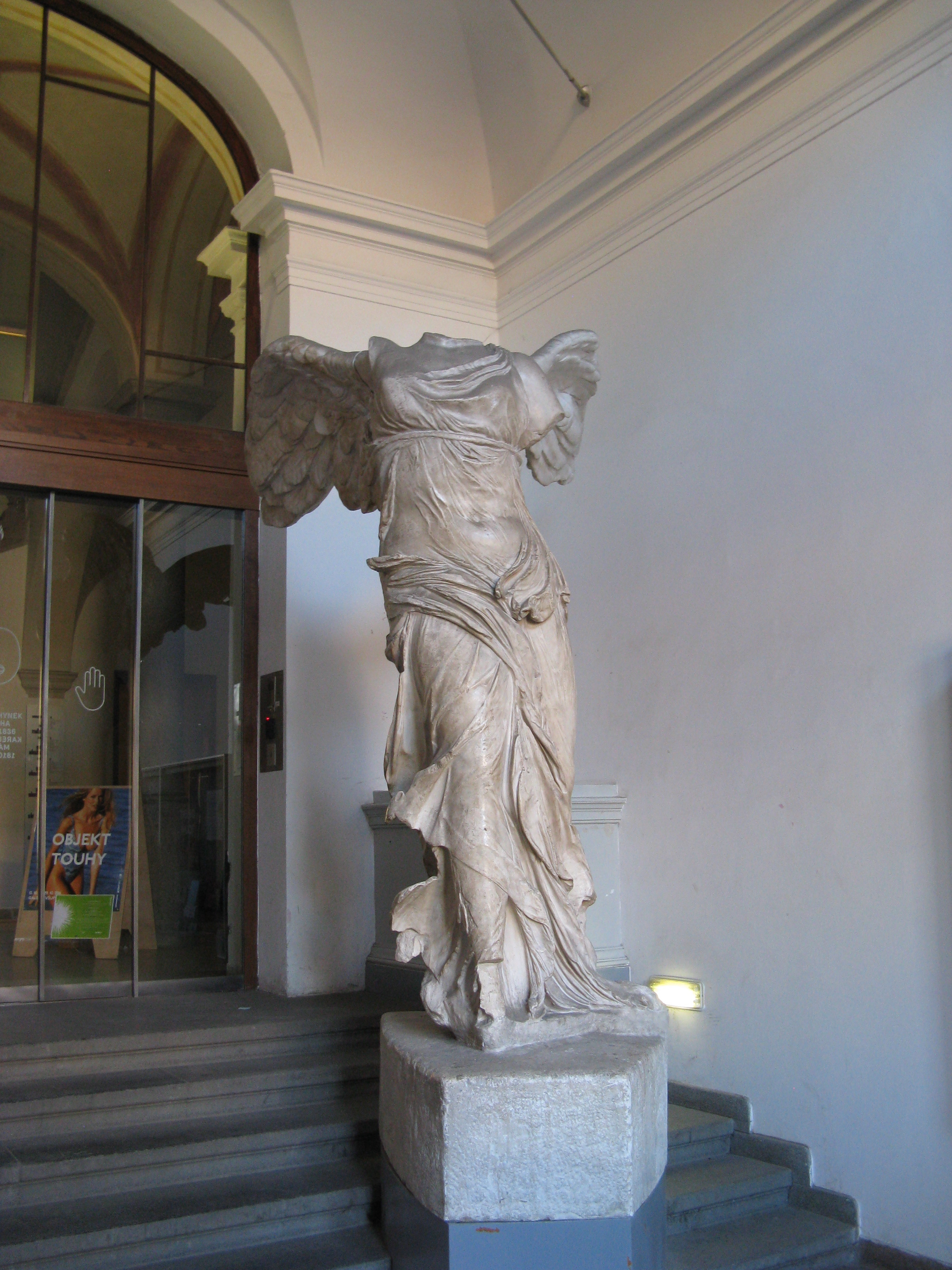
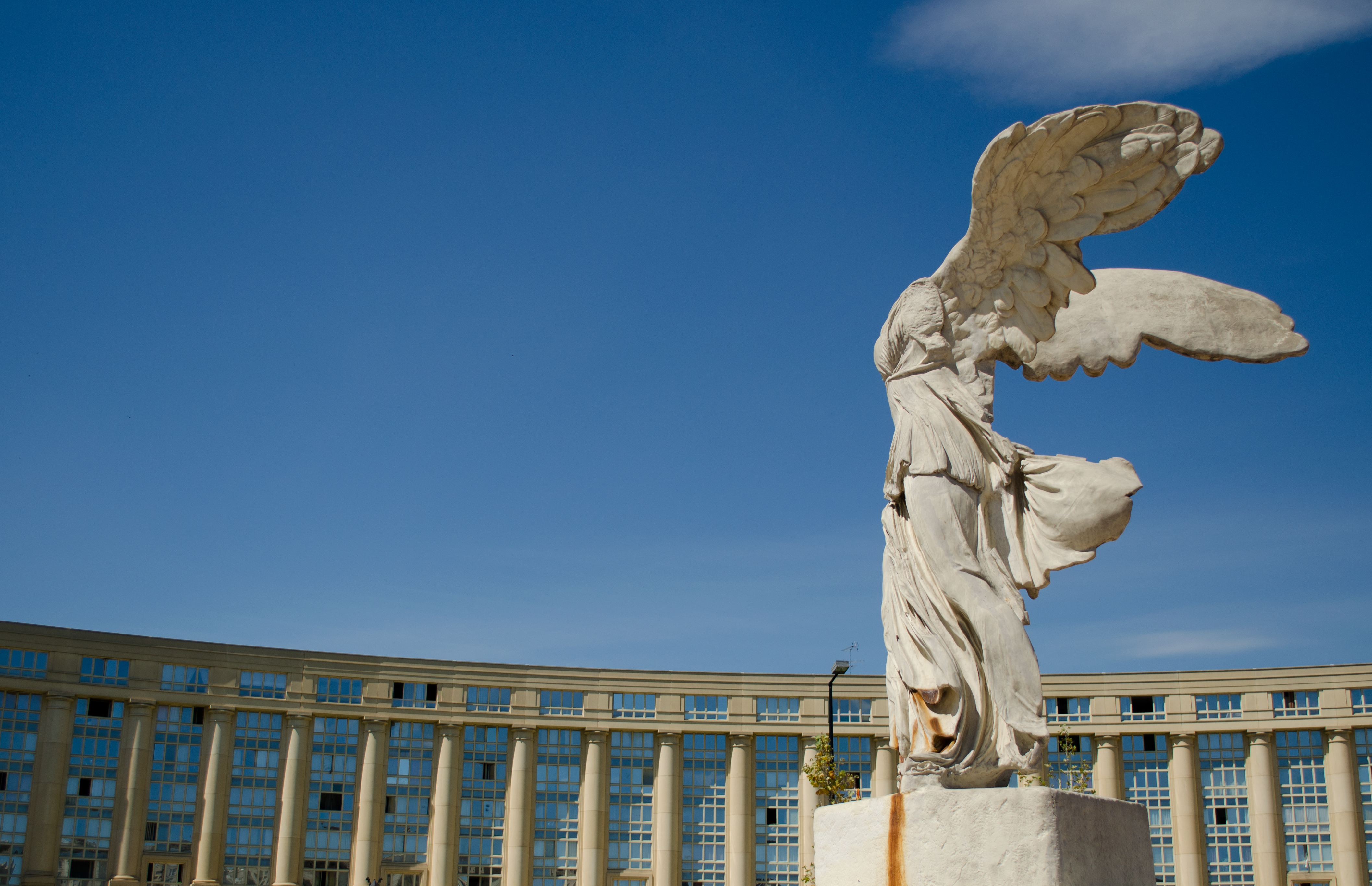
モンペリエ
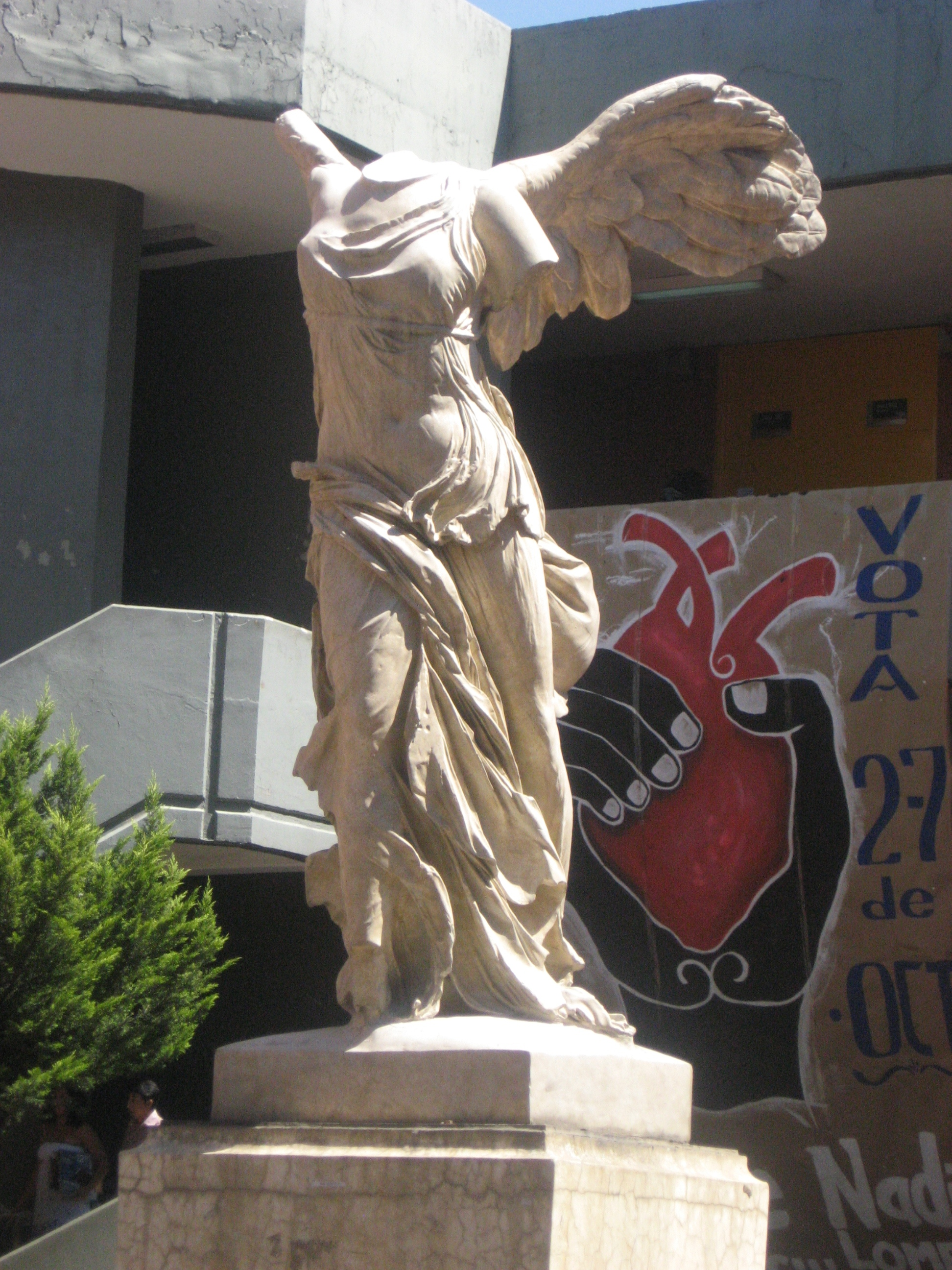
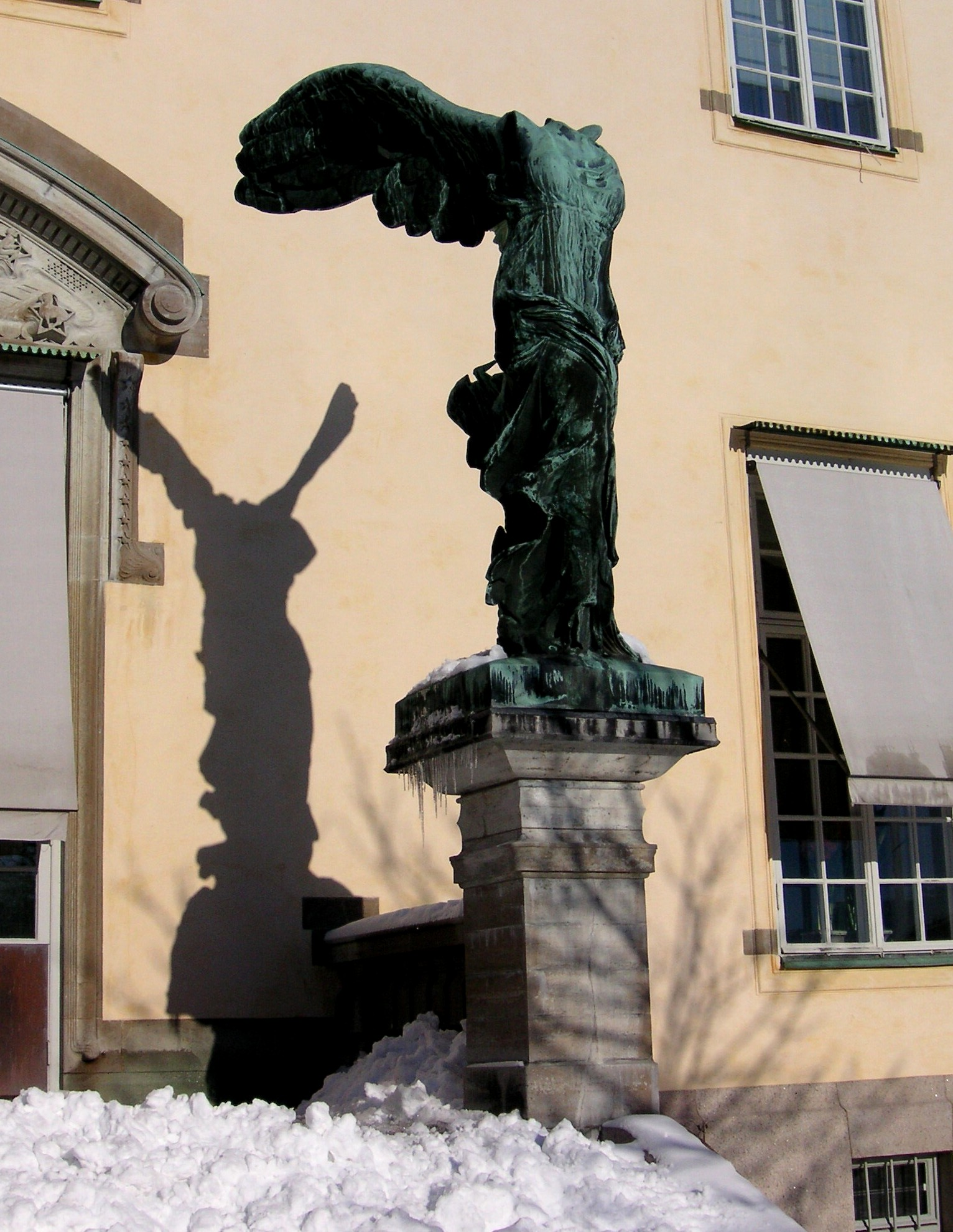

### ラスカー賞
アメリカ最高権威の医学賞であるラスカー賞においては、サモトラケのニケをトロフィーにしたものが受賞者に贈られる。同賞は医学研究においてノーベル賞の次に権威があるとされ、また、受賞者のおよそ半数がノーベル医学賞を受賞している。

### 日本にあるレプリカ
- 星槎道都大学（北海道北広島市）
- 青森市立浦町中学校（青森県青森市）
- 岩手大学（岩手県盛岡市）
- 岩手県立不来方高等学校（岩手県紫波郡矢巾町）
- 福島県立安積高等学校  （福島県郡山市）
- 筑波大学（茨城県つくば市）
- 栃木県立栃木女子高等学校（栃木県栃木市）
- 埼玉県立大宮光陵高等学校（埼玉県さいたま市西区）
- 武蔵野美術大学（東京都小平市小川町）
- 多摩美術大学（東京都八王子市鑓水）
- 東京都立晴海総合高等学校（東京都中央区）
- 英明フロンティア中学校・高等学校（東京都練馬区）
- 女子美術大学（東京都杉並区和田）
- 玉川大学（東京都町田市）
- 日本大学芸術学部（東京都練馬区）
- 青山学院女子短期大学（東京都渋谷区）
- 東海大学（神奈川県秦野市）
- メルセデス・ベンツ新潟（新潟県新潟市）
- 金沢美術工芸大学（石川県金沢市）
- 石川県立金沢辰巳丘高等学校（石川県金沢市）
- 山梨県立甲府南高等学校（山梨県甲府市）
- 美ヶ原高原美術館（長野県上田市）
- 聖十字病院（岐阜県土岐市泉町久尻）
- 住宅型有料老人ホーム太郎と花子（愛知県丹羽郡大口町）
- ルーブル彫刻美術館（三重県津市白山町）
- 京都外国語大学（京都府京都市右京区）
- 近畿大学（大阪府東大阪市）
- 大阪芸術大学（大阪府南河内郡河南町）
- 奈良市立一条高等学校（奈良県奈良市法華寺町） - かつてはなら・シルクロード博覧会に展示、終了後はJR奈良駅旧駅舎（2代目）のコンコースにあった。
- 奈良芸術短期大学（奈良県橿原市）
- 白陵中学校・高等学校（兵庫県高砂市）
- 広島経済大学（広島県広島市）
- 鳥取県立米子東高等学校（鳥取県米子市）
- 尾道市立大学（広島県尾道市久山田町）
- 中村学園大学（福岡県福岡市）
- 鹿児島県立松陽高等学校（鹿児島県鹿児島市福山町）
- 相模女子大学中学部・高等部（神奈川県相模原市）

## 登場するメディア・引用
- マリネッティが「未来派宣言」[10]の中で凌駕すべき静止した芸術の例として挙げた。
- アメリカ映画『パリの恋人』（1957年）で、ルーヴル美術館の階段踊り場に置かれたサモトラケのニケを背景に、ヒロインの写真モデルが階段を降りるシーンを撮影に使っている。
- アメリカ映画『タイタニック』（1997年）で、ヒロインがタイタニック号の甲板先端で両手を広げたポーズを取るのは、船の舳先に立つニケの真似事。
- スポーツウェアメーカーナイキの社名の由来。ナイキのロゴはこの像の翼をイメージしたもの。
- 漫画「ギャラリーフェイク」小学館ビッグコミックス第17巻第2話「堕天使の聖夜」は上述のナイキとルーヴル美術館所蔵のサモトラケのニケの繋がりを解説するエピソードとなっている。
- 食玩『コレクト倶楽部』で、サモトラケのニケがフィギュア化されている。またシークレットアイテムとして、完全体予想版も存在する。
- 漫画『デビルマン』で、悪魔（デーモン）の1人として登場。飛鳥了によって倒される。
- 漫画『ジャングルの王者ターちゃん』の登場キャラクター、ダン国王は「サモトラケのニケ像の首を折ったのは自分だ」と発言している。
- ロシアのヴォルゴグラード近く、ママエフ・クルガンにある母なる祖国像のデザイン。
- 演劇『FANTASISTA』で、主人公の彫刻家カインが作った像として登場。カインはニケ像を完成させる前に亡くなってしまうが、その未完成のニケ像を中心にストーリーが展開される。

## 外部サイト
- 《サモトラケのニケ》についてのマルティメディア特集ルーヴル美術館公式サイト（日本語ページ）
- 《サモトラケのニケ》の解説ルーヴル美術館公式サイト（日本語ページ）